# Рядинский, Александр Николаевич
Алекса́ндр Никола́евич Ряди́нский (бел. Аляксандр Мікалаевіч Радзінскі; 1 апреля 1978, Минск, СССР) — белорусский хоккеист, защитник. После окончания сезона 2016/2017 завершил карьеру игрока.

## Биография
Родился в 1978 в Минске. Начал карьеру в 1995 в минской «Юности», в которой играл (с перерывами) до 2001 года. В 2001—2008 годах выступал за минский «Керамин», где сыграл 366 матчей и набрал 130 очков. В сезонах 2008/09 и 2010/11 вновь выступал за минскую «Юность». Один из лучших белорусских хоккеистов — является мастером спорта международного класса.

### Национальная сборная
За сборную Белоруссии выступает с 2003 года. Участник чемпионатов мира 2003, 2005, 2006, 2007, 2009 и 2010, а также зимней Олимпиады 2010. Сыграл за сборную Белоруссии 35 игр и набрал 5 очков.

## Достижения
- 2002 — чемпион и обладатель кубка Белоруссии.
- 2003 — серебряный призёр чемпионата Белоруссии.
- 2003 — чемпион Восточно-Европейской хоккейной лиги.
- 2003 — лучший защитник Восточно-Европейской хоккейной лиги.
- 2004 — серебряный призёр чемпионата Белоруссии.
- 2004 — чемпион Восточно-Европейской хоккейной лиги.
- 2005 — серебряный призёр чемпионата Белоруссии.
- 2007 — серебряный призёр чемпионата Белоруссии.
- 2008 — чемпион Белоруссии.
- 2009 — чемпион Белоруссии.
- 2010 — чемпион и обладатель кубка Белоруссии.